# Alchemilla atropurpurea
Alchemilla atropurpurea es una especie de planta del género Alchemilla, perteneciente a la familia Rosaceae.

## Taxonomía
Alchemilla atropurpurea fue descrita por S. E. Fröhner en 1992.

## Distribución
Se encuentra en el territorio de Francia y España.